# Hycomat
L'Hycomat és una versió del Trabant 601 amb la denominació de tipus Trabant 601-H. Aquest model de vehicle va ser produït per Sachsenring Automobilwerke Zwickau i tenia un accionament electrohidràulic d'embragatge automàtic que substituïa el pedal de l'embragatge al peu esquerre del costat del conductor.
El Trabant 601 H es va construir del 1965 al 1990 com una berlina o station wagon i va suposar un nou desenvolupament del model dins de la producció de 26 anys del Trabant 601. Es va dir que aquest cotxe era l'únic a Alemanya de l'Est, que de sèrie amb embragatge automàtic d'eliminació i va ser desenvolupat el 1964 de manera que es va poder acabar el 1965 i després en sèrie. Es diu que un dels darrers Hycomats es va produir a la planta de Zwickauer Sachsenring Automobilwerke el 1990.

## Construcció

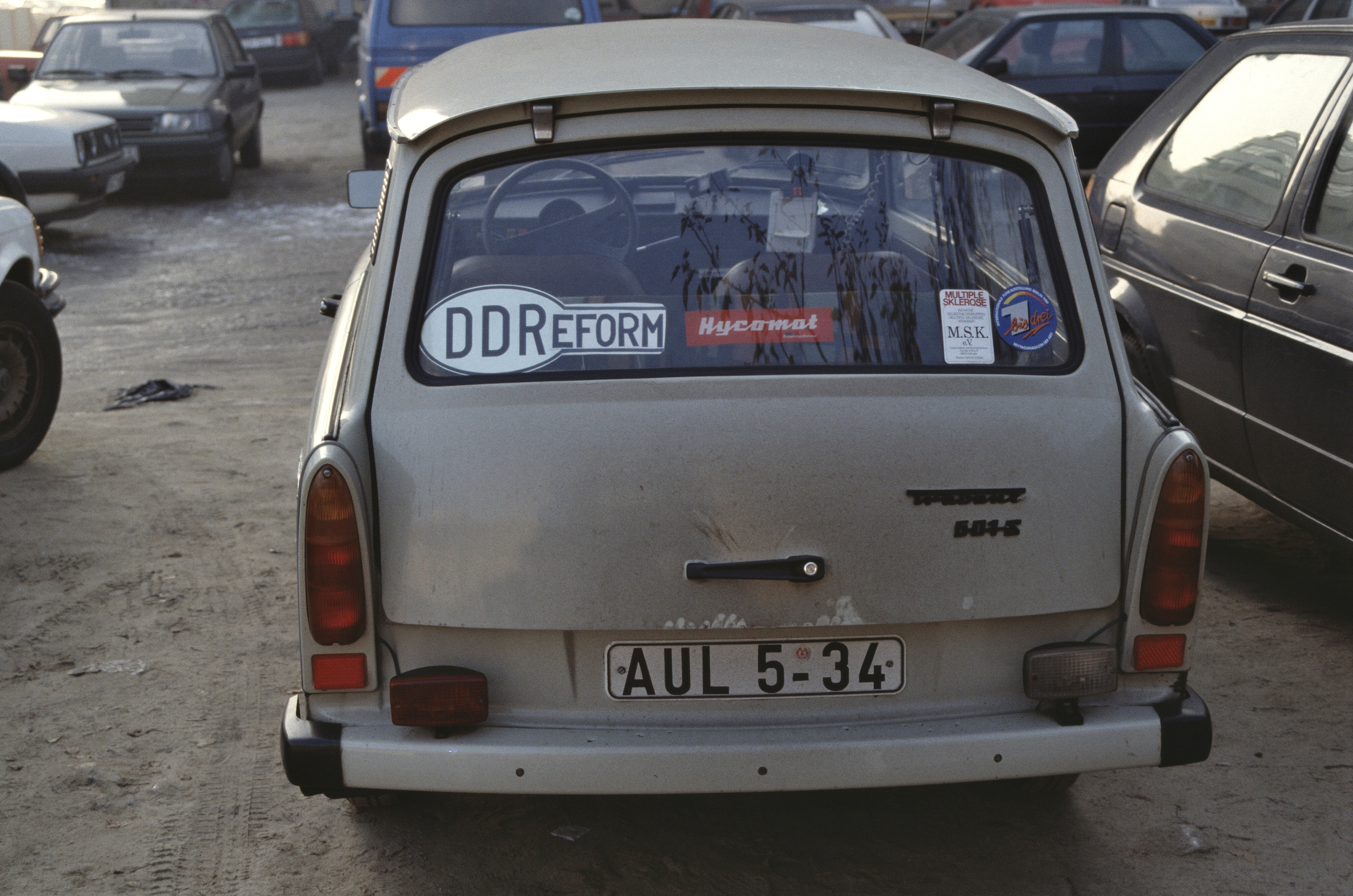
Trabant 601 S Universal (desembre de 1989): l'adhesiu Hycomat de la finestra posterior indica l'embragatge automàtic.

L'Hycomat es diferencia de la resta de versions del P 601 pel seu embragatge hidràulic automàtic. Aquesta diferència es deu concretament als components següents:
- Bomba hidràulica (bomba d'engranatges)
- Vàlvula de control amb electroimant
- Cilindre d'embragatge
- Palanca de canvis amb contacte tàctil a l'enllaç de canvi
- Fre d'estacionament o Pedal d'emergència

## Funcionament

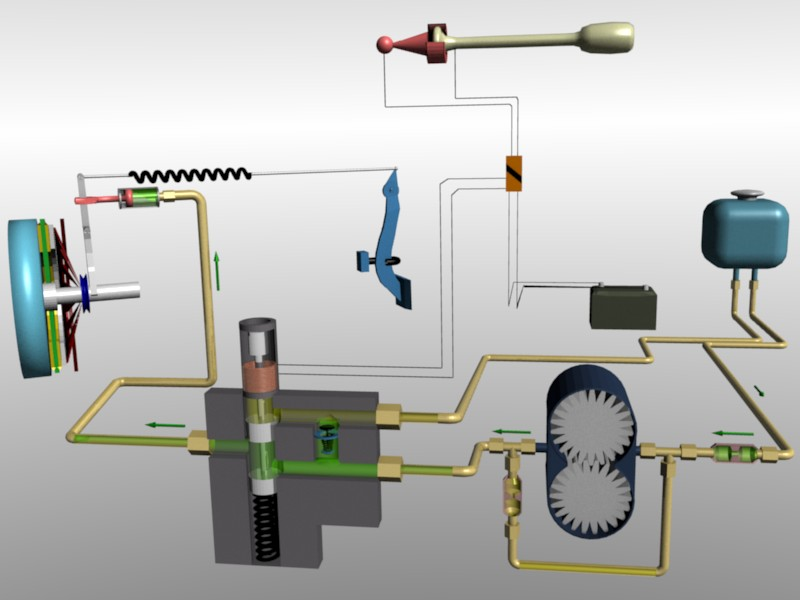
Mecànica Hycomat en estat d'acoblament (model)

Una bomba hidràulica (bomba d'oli d'engranatges) està connectada directament al cigonyal del motor mitjançant un eix. Com a resultat, es genera una certa pressió segons la velocitat del motor ; aquesta pressió s'envia al cilindre de l'embragatge mitjançant una línia de pressió. El cilindre de l'embragatge actua sobre una palanca d'embragatge, que després s'enganxa quan augmenta la pressió. Aquest mecanisme garanteix que el motor s'enganxi molt ràpidament a velocitats elevades o en un estil de conducció esportiu, mentre que aquest procés té lloc més lentament a velocitats més baixes. Si el conductor canvia ràpidament a la marxa següent, fins i tot és possible canviar de moviment sense deixar anar l'accelerador. Una vàlvula d'alleujament de la pressió impedeix un augment excessiu de la pressió. Un ressort d'alliberament a la palanca de l'embragatge garanteix que el motor romangui desconnectat quan el vehicle està parat i al ralentí.
La relació entre l'engranatge de l'embragatge i la velocitat del motor està controlada per un broquet d'accelerador, que es troba en una línia de connexió entre les línies d'admissió i de pressió. Per tal d'accelerar el desacoblament, també hi ha un contacte elèctric a l'enllaç de canvi que, accionant la palanca del canvi, garanteix que una vàlvula de control de la línia de pressió alliberi la pressió del cilindre de l'embragatge. La pèrdua de pressió comporta la desvinculació immediata. Tan bon punt es torna a deixar anar la palanca del canvi després del canvi, la pressió augmenta de nou a la línia de pressió i l'engranatge engegat s'activa automàticament tal com es descriu. Això significa que és possible una baixada suau sense deixar anar l'accelerador, sempre que el conductor canviï ràpidament a la marxa següent.
Un interruptor de seguretat per a l'embragatge hidràulic es troba sota el capó per evitar accidents. Quan s'activa, contraresta l'engranatge automàtic no desitjat de la caixa de canvis. Quan el capó està obert, el vehicle no pot sortir ni bloquejar-se, p. B. un mal funcionament durant una reparació.

## Estats operatius

### Neutre

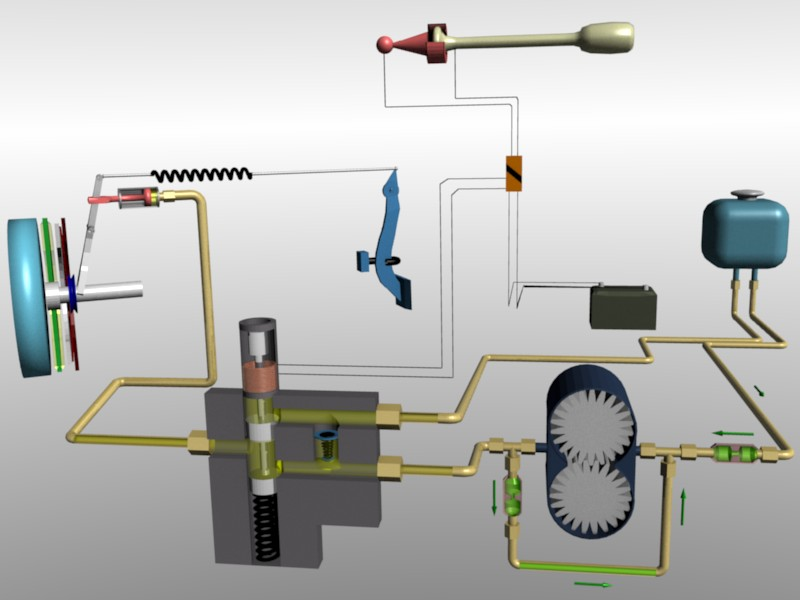
Mecànica Hycomat en mode inactiu (model)

El ralentí s'assegura tocant la palanca del canvi de marxes mentre el motor funciona, mitjançant embragatge hidràulic o accionant el fre d'estacionament, mitjançant embragatge mecànic.

### Comença
Tan bon punt hagi arrencat el motor, s'ha de deixar anar el pedal de l'accelerador perquè el motor pugui continuar funcionant al ralentí. Després la 1a Es pot accionar la marxa o la marxa enrere accionant la palanca del canvi. Aleshores, s'incrementa la velocitat del motor trepitjant l'accelerador i l'embragatge hidràulic s'enclava automàticament perquè el vehicle comenci a moure's.
A la muntanya, el fre de mà només s'ha de deixar anar quan el vehicle estigui notablement preparat per tirar.

### Canvi

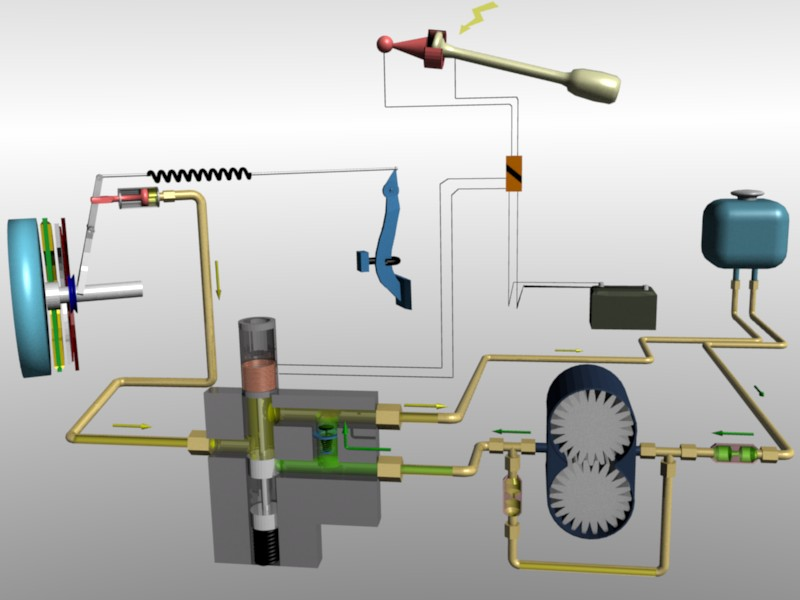
Mecànica Hycomat en el procés de commutació (model)

Quan es toca la palanca del commutador, el contacte intern commuta, amb la qual cosa el relé interromp el corrent a l'electroimant. La corredora de control es mou a la posició zero mitjançant un ressort de compressió. Després, l'oli hidràulic es drena sobtadament del cilindre de l'embragatge al dipòsit hidràulic i es retira la palanca d'alliberament. Al mateix temps, la corredora bloqueja la línia de pressió de la bomba i l'excés de pressió es descarrega a través de la vàlvula de descàrrega de pressió. L'embragatge està obert i es pot canviar. Després de deixar anar la palanca de canvis, es repeteix el procés d'arrencada.

### Frenar i parar
El vehicle es pot aturar prement el fre del pedal del fre o baixant. La velocitat de conducció baixa al ralentí i en aquest moment l'embragatge automàtic es desactiva automàticament. El motor no es pot aturar.

### Aparcament i accionament d'emergència

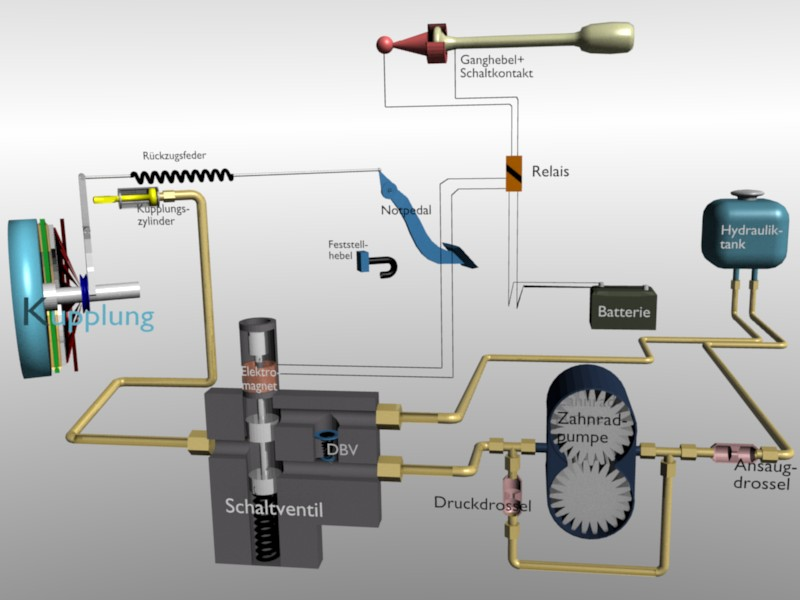
Mecànica Hycomat en accionament i etiquetatge d'emergència de les peces del model

A més a més, s'utilitza un pany d'estacionament a l'Hycomat quan s'estaciona. El trinquet d'una palanca de bloqueig està situat en lloc del pedal de l'embragatge. En la posició de bloqueig, la palanca utilitza un cable per tensar la molla d'alliberament. Després d'inserir l'1. En bandes, la palanca de bloqueig es desactiva fent un pas el trinquet, deixant anar la molla d'alliberament de manera que l'embragatge es enganxii i creï una connexió per fricció. En el cas que el motor no s'engegui, el pany d'estacionament es pot utilitzar com a embragatge manual. En la posició alliberada i en marxa, es pot empènyer el vehicle. D'aquesta manera, el vehicle també es pot acoblar manualment si falla l'acoblament automàtic.

### Operació hivernal
Hi ha un gas d'aspiració a la línia d'aspiració (entre la bomba i el dipòsit d'emmagatzematge), que restringeix l'efecte de la bomba quan l'oli és viscós, de manera que s'evita que l'embragatge s'agafi massa quan fa fred. El motor només funciona normalment quan funciona al ralentí per sobre d'una temperatura determinada. Aquesta temperatura de funcionament es pot assolir amb més facilitat accelerant el motor en estat desconnectat, és a dir, tocant la palanca del canvi de marxa i pressionant el pedal de l'accelerador.

## Informes de proves
En l'informe de la prova KFT, es va elogiar que el Trabant Hycomat, a diferència del Saxomat alemany occidental, es pot canviar molt ràpidament i no és inferior a l'embragatge accionat manualment pel que fa al rendiment de la conducció. Fins i tot és possible canviar de marxa ràpidament sense deixar anar el gas. Es va classificar com a comoditat, especialment en el trànsit intens de la ciutat. D'aquesta manera és possible un procés d'inici molt suau. Tanmateix, es va criticar que quan es baixa a velocitats baixes no hi ha una connexió de fricció lliure. L'Hycomat està predestinat per a persones amb discapacitat perquè en molts casos fa superflu la complexa conversió en un vehicle accessible per a minusvàlids. En resum, es va afirmar que la facilitat d'ús fa que l'Hycomat no només sigui interessant per a discapacitats i inexperts, sinó que també facilita el funcionament dels conductors experimentats sense comprometre el rendiment de la conducció. L'Hycomat del vehicle de prova tenia alguns problemes de dentició que s'esperava que podrien eliminar fàcilment en la producció en sèrie.